# Праліси Гостівецького лісництва
Праліси Гостівецького лісництва — пралісова пам'ятка природи місцевого значення. Об'єкт розташований на території Верховинського району Івано-Франківської області, ДП «Гринявське лісове господарство», Гостівецьке лісництво, квартал 15, виділи 13, 14, 19.
Площа — 20,7 га, статус отриманий у 2020 році.